# Mistrzostwa Świata w Piłce Ręcznej Kobiet 1973
V mistrzostwa świata w piłce ręcznej kobiet rozegrano w Jugosławii. Gospodynie turnieju przegrały tylko z Polkami i 15 grudnia 1973 odebrały złote medale.

## Faza grupowa

### Grupa A

#### Mecze
| Węgry          | 12:7 | Czechosłowacja |
| Czechosłowacja | 16:9 | RFN            |
| Węgry          | 18:7 | RFN            |

#### Tabela
| Poz | Kraj           | Pkt | BZ | BS | BB  |
| --- | -------------- | --- | -- | -- | --- |
| 1   | Węgry          | 4   | 30 | 14 | +16 |
| 2   | Czechosłowacja | 2   | 23 | 21 | +2  |
| 3   | RFN            | 0   | 16 | 34 | -18 |

### Grupa B

#### Mecze
| Rumunia  | 24:12 | Japonia  |
| Norwegia | 16:9  | Japonia  |
| Rumunia  | 10:5  | Norwegia |

#### Tabela
| Poz | Kraj     | Pkt | BZ | BS | BB  |
| --- | -------- | --- | -- | -- | --- |
| 1   | Rumunia  | 4   | 34 | 17 | +17 |
| 2   | Norwegia | 2   | 21 | 19 | +2  |
| 3   | Japonia  | 0   | 21 | 40 | -19 |

### Grupa C

#### Mecze
| ZSRR   | 7:4   | NRD    |
| Polska | 11:11 | NRD    |
| ZSRR   | 8:6   | Polska |

#### Tabela
| Poz | Kraj   | Pkt | BZ | BS | BB |
| --- | ------ | --- | -- | -- | -- |
| 1   | ZSRR   | 4   | 15 | 10 | +5 |
| 2   | Polska | 1   | 17 | 19 | -2 |
| 3   | NRD    | 1   | 15 | 18 | -3 |

### Grupa D

#### Mecze
| Jugosławia | 20:4  | Holandia |
| Dania      | 13:4  | Holandia |
| Jugosławia | 11:10 | Dania    |

#### Tabela
| Poz | Kraj       | Pkt | BZ | BS | BB  |
| --- | ---------- | --- | -- | -- | --- |
| 1   | Jugosławia | 4   | 31 | 14 | +17 |
| 2   | Dania      | 2   | 23 | 15 | +8  |
| 3   | Holandia   | 0   | 8  | 33 | -25 |

## Faza główna

### Grupa I

#### Mecze
| Rumunia        | 10:8  | Czechosłowacja |
| Węgry          | 14:3  | Norwegia       |
| Rumunia        | 12:11 | Węgry          |
| Czechosłowacja | 12:8  | Norwegia       |

#### Tabela
| Poz | Kraj           | Pkt | BZ | BS | BB  |
| --- | -------------- | --- | -- | -- | --- |
| 1   | Rumunia        | 6   | 32 | 24 | +8  |
| 2   | Węgry          | 4   | 37 | 22 | +15 |
| 3   | Czechosłowacja | 2   | 27 | 30 | -3  |
| 4   | Norwegia       | 0   | 16 | 36 | -20 |

### Grupa II

#### Mecze
| Jugosławia | 8:9   | Polska |
| ZSRR       | 10:10 | Dania  |
| Jugosławia | 7:5   | ZSRR   |
| Dania      | 12:12 | Polska |

#### Tabela
| Poz | Kraj       | Pkt | BZ | BS | BB |
| --- | ---------- | --- | -- | -- | -- |
| 1   | Jugosławia | 4   | 26 | 24 | +2 |
| 2   | ZSRR       | 3   | 23 | 23 | 0  |
| 3   | Polska     | 3   | 27 | 28 | -1 |
| 4   | Dania      | 2   | 32 | 33 | -1 |

## Faza finałowa

### Mecz o 7. miejsce
| Dania | 12:10 | Norwegia |

### Mecz o 5. miejsce
| Polska | 15:13 | Czechosłowacja |

### Mecz o 3. miejsce
| ZSRR | 20:12 | Węgry |

### Finał
| Jugosławia | 16:11 | Rumunia |